# Стропиана
Стропиа̀на (на италиански: Stroppiana; на пиемонтски: Stropian-a, Стропиан-а) е село и община в Северна Италия, провинция Верчели, регион Пиемонт. Разположено е на 119 m надморска височина. Населението на общината е 1262 души (към 2010 г.).